# Kjeld Ammundsen
Kjeld Ammundsen (født 25. juni 1939 i København) er en dansk fotograf, maler, filmmand og skuespiller, der har produceret mere end 100 udsendelser og kortfilm samt et stort antal radioudsendelser for DR. Han har været rektor for Danmarks Designskole fra 1990 til 1999. Han er gift med Anne Grete Holmsgaard. Ammundsen var indtil 1982 medlem af Danmarks Kommunistiske Parti.
Ammundsen er søn af maskinarbejder Poul Ammundsen og syerske Inger Christensen. Han blev udlært fotograf i 1960 og arbejdede dernæst som reklamefotograf. Han var medstifter af Fotografisk Fagforening, nu Medieforbundet/Dansk Journalistforbund. Han vandt samme år førsteprisen på verdensudstillingen for fotografi på Charlottenborg i København.
I 1961 kastede Ammundsen sig over maleriet og modtog undervisning på Glyptoteket. I årene frem til 1968 havde han forskellige separatudstillinger og udstillede på Kunstnernes Efterårsudstilling, Påskeudstillingen og sammen med Surrealisterne og Pro på Charlottenborg. Ansat i Socialt Boligbyggeris ungdomsklubber. Han virkede samtidig som skuespiller i forskellige film og teaterstykker. herunder Boldhus Teatret, Skolescenen og bl.a. i filmen Den forsvundne fuldmægtig.
1968-70 blev han instruktørassistent og filmklipper på Laterna Film samt medstifter af – sammen med blandt andre Jørgen Leth, Bjørn Nørgård og Per Kirkeby -, filmkunstnergruppen ABCinema. Han debuterede samtidig som kortfilminstruktør. Han blev medlem af Foreningen af Danske Filminstruktører og er medstifter af Filmarbejder Foreningen, FAF. Ammundsen begyndt desuden at arbejde for radio og TV og er instruktør på filmen Skæve dage i Thy.
I tiden 1971-73 blev han freelancer på Danmarks Radio, medlem af Danske Dramatikeres Forbund og skrev en række børne- og voksenforestillinger for Fiolteatret og Skifteholdet. Han skrev i denne periode tekster til rockoperaen Hvor skal du hen, der også udkom på plade.
1973-79 prægede Ammundsen Danmarks Radio, hvor han blev redaktionschef i Børne- og Ungdomsafdelingen og var med til at skabe og udvikle P4 og Ungdomsredaktionen i TV, som blev belønnet med Cavlingprisen.
I 1979 kom Ammundsen til Statens Filmcentral og Det Danske Filminstitut, hvor han blev filmkonsulent. Fra 1982 til 1986 var Ammundsen medarbejder ved TV-Kultur-afdelingen i DR, hvor han var medskaber af Paul Hammerichs serie Danmark og danskerne. Fra 1983 var han redaktionschef i denne afdeling. I 1990 blev han rektor for Danmarks Designskole, men valgte at forlade posten i 1999 efter et skænderi med kulturminister Elsebeth Gerner Nielsen. Blandt begrundelserne var skolens utilfredshed med sin manglende status som en akademisk uddannelse.
Ammundsen har været medlem af Statens Filmcentrals bestyrelse (indtil 1997) og var her med til at etablere Det Danske Filminstitut.
14. august 1993 blev han gift med politikeren Anne Grete Holmsgaard.